# Xtabentún
Le xtabentún est une liqueur originaire du Yucatán et élaborée à base de miel de fleur de xtabentún fermenté et d'anis.

## Origine
Le nom de cette liqueur et de cette plante viennent de la légende de Xtabay (de Xtab du Codex de Dresde), une femme de mauvaise réputation dont la dépouille, à sa mort, dégagea un arôme floral exquis. Une jeune femme, Utz-Colel, pensa alors que l'odeur de sa propre dépouille serait encore plus exquise vue qu'elle cultivait, elle, les bonnes mœurs, mais ce fût tout le contraire qui arriva. Les villageois en déduisirent que la vertu de Xtabay fût sa générosité, distribuant aux pauvres les habits et l'argent que leur donnaient ses amants. Ils l'enterrèrent et couvrirent sa tombe de pierres de calcaire. Des fleurs blanches au nectar sucré auraient poussé entre les pierres, fleurs que les villageois baptisèrent xtabentún, signifiant « lianes qui poussent dans la pierre » en langue maya,.
Pour certains historiens, le xtabentún aurait été créé après que les colons espagnols aient interdit la fabrication/consommation du Balché. Au fil du temps, de l'anis aurait été ajouté à ce dernier, ce qui donna naissance au xtabentún.

## Caractéristiques
Le miel de xtabentún est produit par des abeilles melipona que les Mayas appellent Xunán Kab, ce qui signifie les dames abeilles. Le nom latin de la fleur de xtabentún est Turbina corymbosa.
À noter que consommer des graines de la fleur de xtabentún peut causer des euphories et des endormissements.
Le xtabentún se sert généralement seul, avec des glaçons ou simplement frais. Il peut également parfumer le café.

## Marques
- D'Aristi Xtabentún[5] (depuis 1935, 100,000 litres produits en 2015[6])